# Supercoupe d'Espagne de football 1993
Navigation
Supercoupe d'Espagne 1992 Supercoupe d'Espagne 1994
La Supercoupe d'Espagne 1993 (en espagnol : Supercopa de España 1993) est la huitième édition de la Supercoupe d'Espagne, épreuve qui oppose le champion d'Espagne au vainqueur de la Coupe du Roi. Disputée en match aller-retour les 2 décembre 1993 et 16 décembre 1993, l'épreuve est remportée par le Real Madrid aux dépens du FC Barcelone sur le score cumulé de 4 à 2.
Il s'agit du quatrième titre du Real Madrid dans cette compétition.

## Compétition
| Vainqueur Coupe | Aller | Score | Retour | Champion en titre |
| --------------- | ----- | ----- | ------ | ----------------- |
| Real Madrid     | 3 - 1 | 4 - 2 | 1 - 1  | FC Barcelone      |